# Александр II Гика
Александр II Гика (1796 — 31 декабря 1861) — господарь Валашского княжества (1834—1842), затем каймакам Валахии (1856—1858).

## Биография
Представитель албанского рода Гика. Младший сын Дмитрия Александра Гики (1724—1807) и Марии Вэкэреску. Его старший брат Григорий IV Гика (1755—1834), господарь Валахии (1822—1828). Его отец в течение почти 50 лет занимал крупные должности в органах власти княжества, а с 1769 по 1804 год занимал пост великого бана.
С 1828 по 1834 год дунайские княжества Молдавия и Валахия находись под оккупацией российской армии и управлялись русской военной администрацией. В период оккупации Александр Гика сотрудничал с российским генерал-лейтенантом Павлом Дмитриевичем Киселёвым, главой императорской администрации в дунайских княжествах.
2 апреля 1834 года по рекомендации Киселёва турецкое правительство объявило новым господарем Валахии Александра Дмитрия Гику. Он стал первым из «регламентских господарей» Валахии. Ещё летом 1831 года османские власти издали для Валашского княжества так называемый «Органический регламент», который регулировал политические, экономические, финансовые и административные вопросы.
В 1837 году господарь Александр Гика вступил в конфликт с Общественным собранием из-за своего указа, в котором он разрешил крестьянам переселяться в города. Это вызвало недовольство крупных валашских бояр-землевладельцев. Также господарь пытался ограничить полномочия Общественного собрания, заявив о необходимости утверждения Россией и Турцией всех принимаемых законов, чем вызвал сопротивление республиканцев. При поддержке России и Турции Александр Гика смог подавить оппозицию.
В 1840 году Александр Гика основал в свою честь город Александрия к югу от Бухареста. В 1842 году господарь Валахии был награждён османским султаном Абдул-Меджидом I почётным оружием (саблей).
В 1840 году сторонники объединения дунайских княжеств организовали заговор против Александра Гики, но он был раскрыт. Лидер заговорщиков Николаэ Белческу был арестован. В 1841 году Общественное собрание пожаловалось на господаря российскому и османскому правительствам.
7 октября 1842 года Александр Гика был обвинен в нарушении Органического регламента и отстранен от занимаемой должности.
В июле 1856 году Александр Гика был назначен османским правительством каймакамом Валахии, но в октябре 1858 года он должен был освободить должность, которую заняли три каймакама: Иоан Ману, Эмануил Баляну и Иоан Александр Филипеску, сторонники объединения Валахии и Молдавии.
Александр Гика эмигрировал в Италию, где скончался от апоплексического удара под Неаполем 31 декабря 1861 года, не оставив потомства. Его тело было захоронено в Бухаресте. В 1994 году останки Александра Гики были перезахоронены в церкви основанной им Александрии.

## Награды
- Орден Святой Анны 1-й степени с императорской короной (5 июня 1834, Российская империя)[2]
- Орден Славы (Османская империя)
- Орден Императорского портрета (Османская империя)
- Орден Спасителя большой командорский крест (королевство Греция)